# Seznam sportovních nositelů medaile Za zásluhy
Nositelé české medaile Za zásluhy v oblasti sportu:
| Rok  | Jméno                                                                          | I. stupeň | II. stupeň | III. stupeň |
| ---- | ------------------------------------------------------------------------------ | --------- | ---------- | ----------- |
| 1995 | Věra Čáslavská                                                                 |           | Ano        |             |
| 1996 | nikdo                                                                          |           |            |             |
| 1997 | nikdo                                                                          |           |            |             |
| 1998 | Dominik Hašek Martina Navrátilová Jana Novotná Emil Zátopek                    | Ano       |            |             |
| 1999 | Ivan Hlinka                                                                    |           |            | Ano         |
| 2000 | nikdo                                                                          |           |            |             |
| 2001 | Jan Železný                                                                    |           |            | Ano         |
| 2002 | Augustin Bubník                                                                |           | Ano        |             |
| 2003 | Dana Zátopková                                                                 |           | Ano        |             |
| 2004 | Roman Šebrle Ája Vrzáňová                                                      |           | Ano        |             |
| 2005 | nikdo                                                                          |           |            |             |
| 2006 | Josef Masopust Kateřina Neumannová                                             | Ano       |            |             |
| 2007 | nikdo                                                                          |           |            |             |
| 2008 | Antonín Panenka                                                                | Ano       |            |             |
| 2009 | Josef Musil Josef Váňa                                                         |           | Ano        |             |
| 2010 | Jaromír Jágr                                                                   |           | Ano        |             |
| 2011 | Jiří Raška                                                                     | Ano       |            |             |
| 2012 | Barbora Špotáková Ivo Viktor                                                   |           | Ano        |             |
| 2013 | Richard Konkolski Jarmila Kratochvílová Jan Kůrka František Šťastný Jiří Vícha | Ano       |            |             |
| 2014 | nikdo                                                                          |           |            |             |
| 2015 | Helena Fibingerová Pavel Nedvěd                                                | Ano       |            |             |
| 2016 | Věra Růžičková                                                                 | Ano       |            |             |
| 2017 | Karel Loprais Martina Sáblíková                                                | Ano       |            |             |
| 2018 | Petr Čech Petra Kvitová Ester Ledecká Helena Suková Radek Štěpánek             | Ano       |            |             |